# Oryctes rhinoceros
Oryctes rhinoceros — вид твердокрилих комах з підродини жуки-носороги родини пластинчастовусих. Є одним з найсерйозніших шкідників кокосових, а також інших видів пальм та пандану.

## Поширення
Oryctes rhinoceros зустічаєтся в Азії. Ареал включає такі країни як Бангладеш, Камбоджа, Китай, Індонезія, Лаос, Малайзія, М'янма, Пакистан, Філіппінські острови, Шрі-Ланка, Тайвань, Таїланд та В'єтнам).

## Опис
Довжина тіла імаго — 30-50 мм, ширина — 14-21 мм. Жуки чорні або червонувато-чорні, товсті. У імаго обох статей є виріст на голові у вигляді рогу: у самців він набагато виразніший, ніж у самок.

## Екологія
Жуки зустрічаються в сільськогосподарських угіддях та природних лісах.

## Розмноження
Самиця відкладає близько 110 яєць. Яйця білувато-коричневі, довжиною 3-4 мм; розвиваються 8-12 днів. Личинка першої стадії розвивається 10-21 день, другої стадії — 12-21 день, третьої — 60-165 днів, четвертої (передлялечкова) — 8-13 днів. Личинка четвертої стадії С-подібна, має коричневі ноги і голову. Лялечка розвивається протягом 17-28 днів. З'явившись з лялечки імаго залишаються в побудованому коконі ще 11-20 днів. Повний життєвий цикл триває від 4 до 9 місяців.